# Rui Matsukawa
Rui Matsukawa (松川るい, Matsukawa Rui), née le 26 février 1971, est une femme politique japonaise, représentant la préfecture d'Osaka à la Chambre des conseillers du Japon pour le Parti libéral-démocrate japonais. Elle est nommée en 2020 dans le gouvernement Suga au poste de secrétaire parlementaire chargée de la Défense, ainsi que vice-ministre parlementaire chargée des relations avec le secrétariat du Cabinet.

## Jeunesse et études
Matsukawa naît le 26 février 1971. Elle effectue ses études à la faculté de droit de l'université de Tokyo, avant d'obtenir un poste au ministère des Affaires étrangères du Japon au 1993. Elle effectue ensuite en 1997 un master à l'université de Georgetown.
Pendant son séjour au ministère des affaires étrangères, elle se rapproche du Parti libéral-démocrate, et dirige en 2016 le premier Bureau pour la promotion de la participation des femmes, instauré par Shinzō Abe pour faire de la société japonaise « une société où les femmes peuvent briller ».

## Carrière électorale
Elle se présente pour la première fois en 2016 lors des élections à la chambre des conseillers de la même année, avec l'investiture du PLD. Elle réussit à se faire élire en tant que conseillère de la préfecture d'Osaka.
En 2022, elle est candidate à sa réélection au même poste dans la même circonscription, et est à nouveau réélue, axant désormais sa campagne autour de son expérience gagnée au gouvernement Suga et en appelant à la promotion de la diplomatie pour la résolution du conflit en Ukraine. La même année, elle est nommée présidente du Bureau des femmes du Parti libéral-démocrate.

## Prises de positions
Comme la majorité des représentants de son parti, elle fait la promotion et soutient les Abenomics, politique économique japonaise promue par le premier ministre Shinzō Abe. Elle estime également que l'énergie nucléaire est nécessaire à la contribution énergétique japonaise. En outre, elle souhaite une révision de la constitution antimilitariste du Japon.
Elle se déclare également favorable à la gratuité de l'enseignement et de l'éducation, de la maternelle à l'université, et elle milite pour un abaissement de l'âge légal de vote. Elle milite aussi pour l'introduction de quotas en politique, afin de favoriser l'accession à des postes plus importants pour les femmes politiques japonaises.

## Vie privée
Matsukawa est mère de deux enfants.

## Controverses
En août 2023, elle effectue un voyage à Paris dans le cadre d'une session de formation organisée en France par le Bureau des femmes du PLD sur les mesures visant à lutter contre la baisse du taux de natalité. Elle poste à cette occasion une photo d'elle et d'autres conseillères (comme Megumi Hirose et Eriko Imai) devant la Tour Eiffel sur ses réseaux sociaux, ce qui déclenche une polémique au Japon. De nombreuses critiques sont alors formulées, notamment sur l'impression de vacances donnée par cette photo, et non de voyage d'affaires. Matsukawa supprime alors la photo et s'excuse publiquement, assurant que le voyage a néanmoins été pertinent, notamment à la suite d'échanges avec des parlementaires français sur la place des femmes en politique, mais également sur l'accès à l'éducation gratuit et obligatoire dès trois ans en France, dont le Japon souhaite s'inspirer. Malgré cela, Matsukawa donne sa démission du poste de présidente du Bureau des femmes du PLD, en raison de la perte de confiance provoquée sur l'opinion. Elle est remplacée en intérim par sa directrice adjointe, Aiko Shimajiri.
Ce voyage en France est à l'origine d'un des mots clefs de l’année 2023 au Japon: les sœurs de la Tour Eiffel (エッフェル姉さん).